# Roewe 750
Roewe 750 – samochód osobowy klasy wyższej produkowany pod chińską marką Roewe w latach 2006–2016.

## Historia i opis modelu

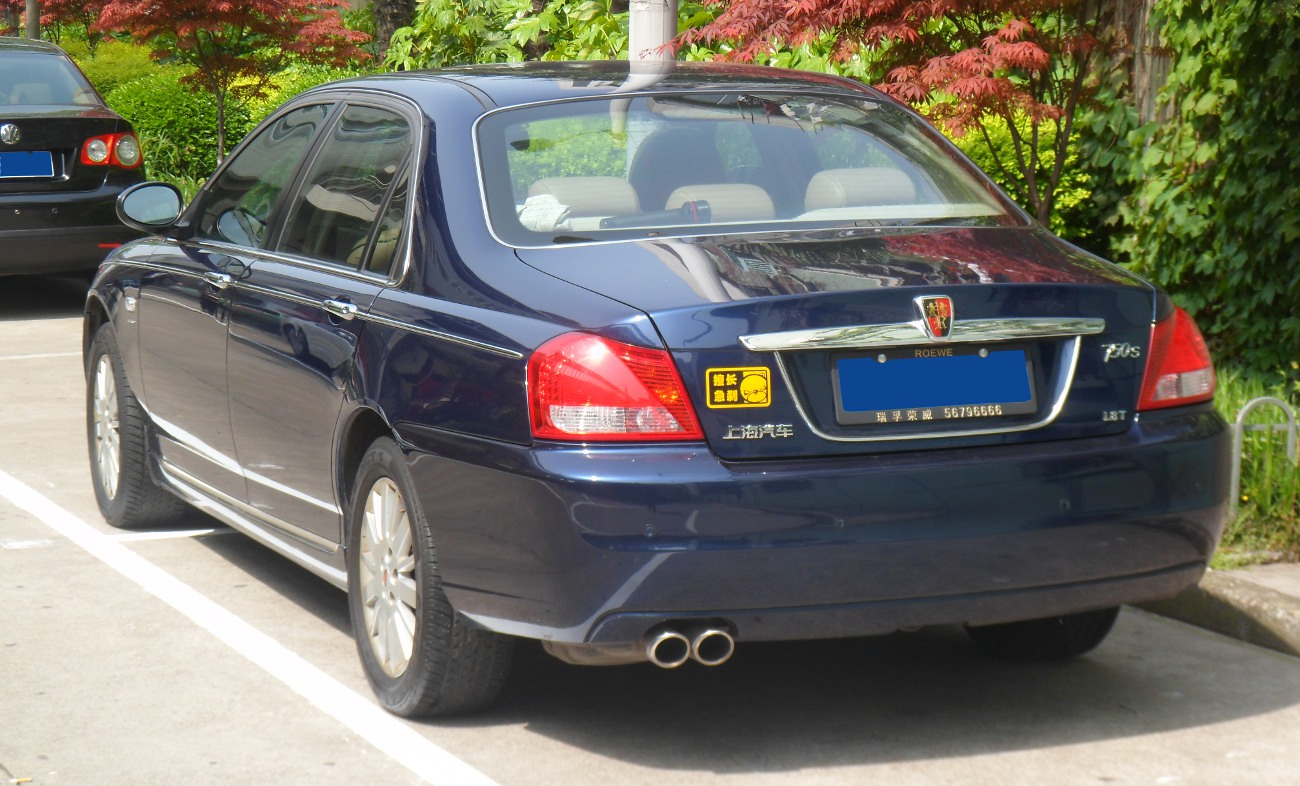
Roewe 750 - tył

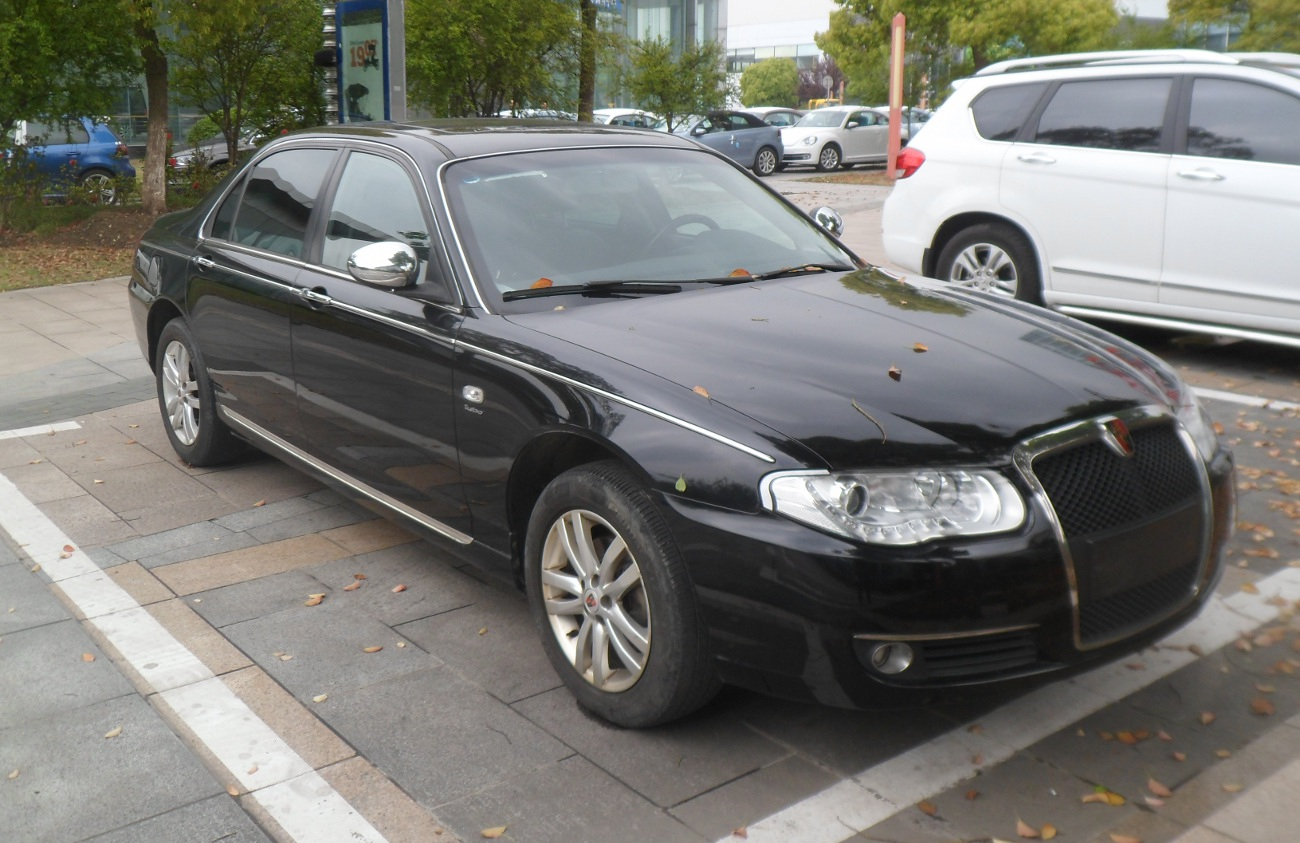
Roewe 750 po liftingu

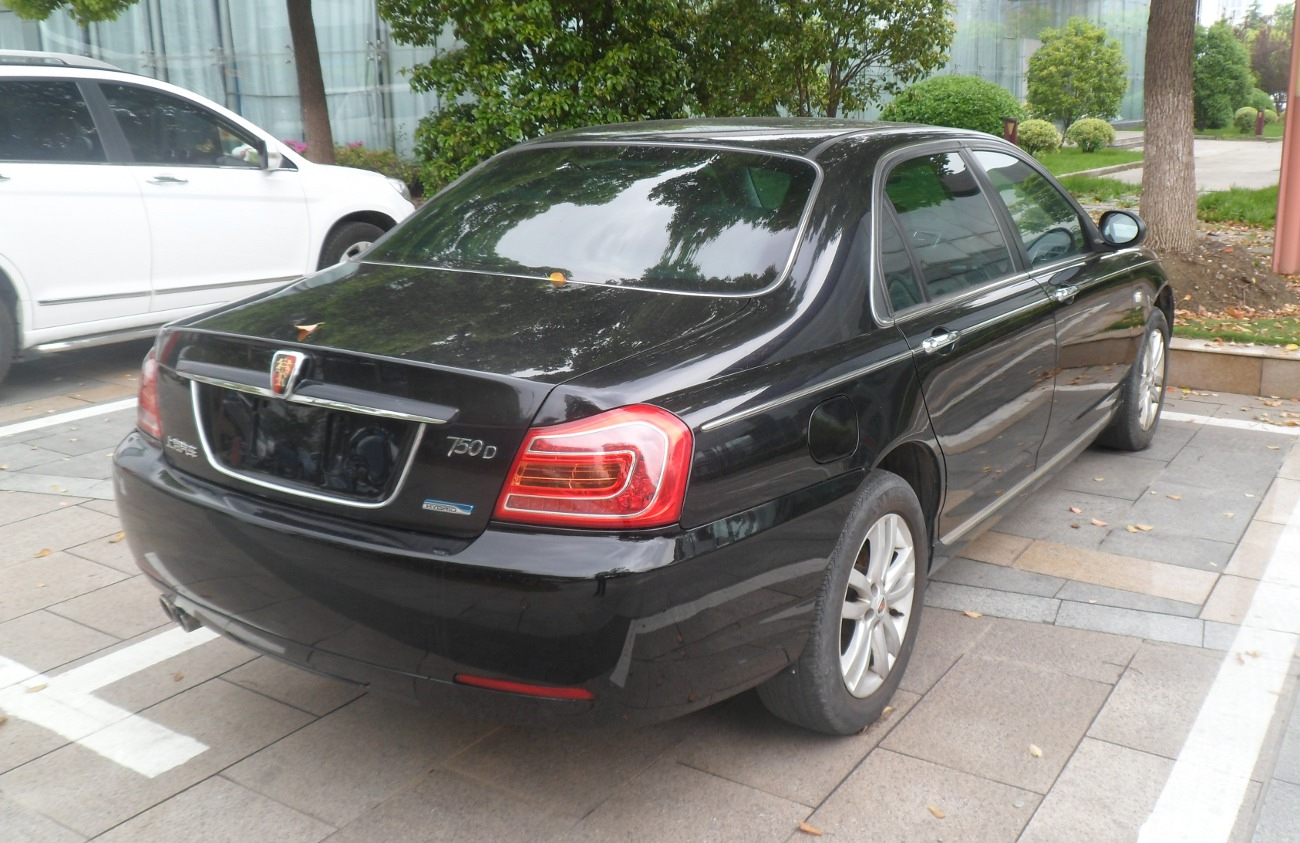
Roewe 750 - tył po liftingu

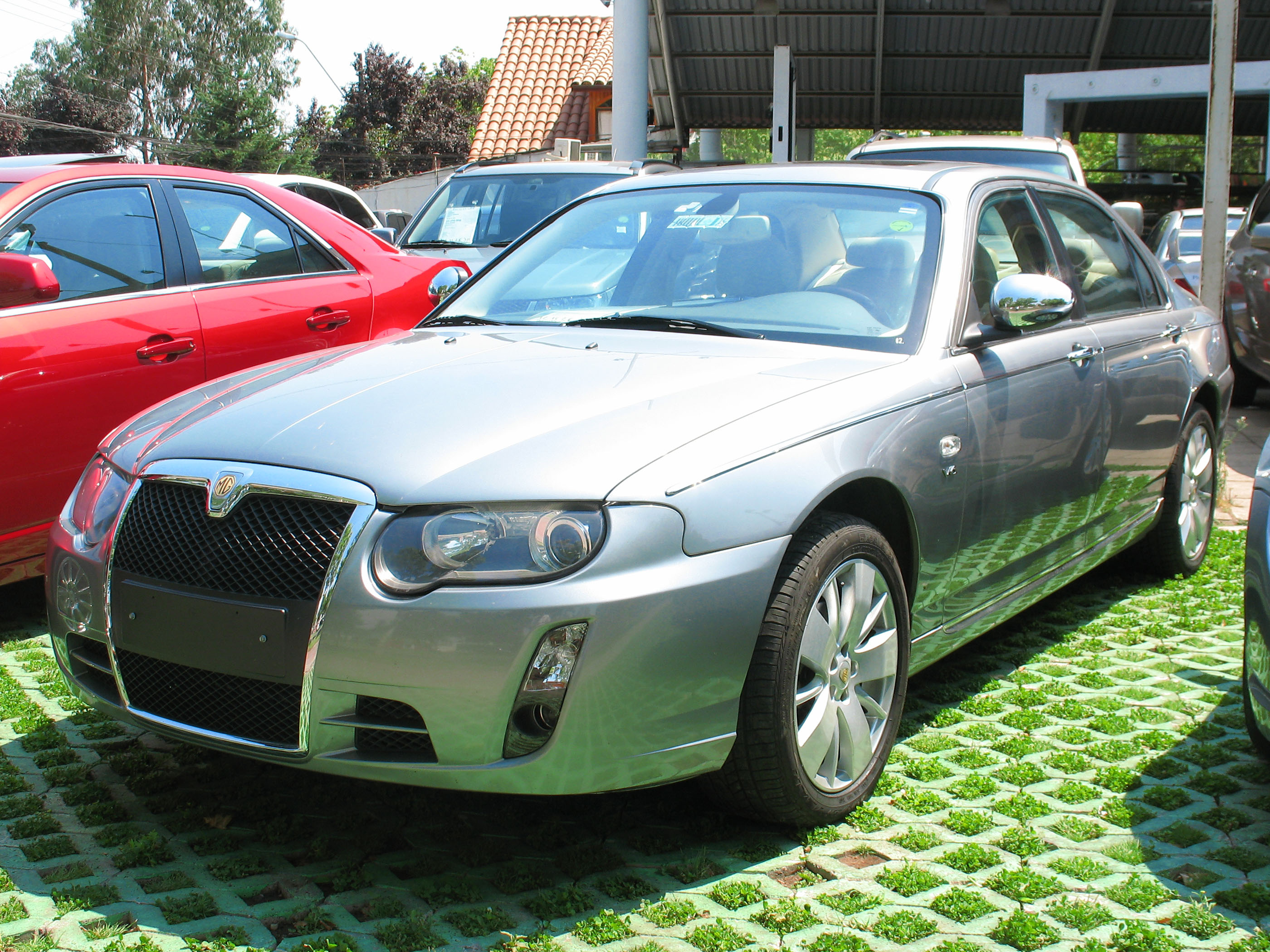
chilijski MG 750

Limuzyna 750 powstała jako pierwszy model utworzonej w 2006 roku marki Roewe, która stanowiła kontynuację wobec upadłego brytyjskiego Rovera po kupnie przez chiński koncern SAIC. Premiera Roewe 750 odbyła się podczas wystawy samochodowej w Szanghaju w październiku 2006 roku.
Za bazę dla Roewe 750 posłużył produkowany w latach 1998–2005 brytyjski Rover 75 w wersji sedan, przechodząc szereg modyfikacji wdrożonych przez chińskich konstruktorów. Pojazd opracowywany został pod nazwą rozwojową SAC528, zyskując inny kształt tylnych lamp i błotników, a także cechując się o 10 mm dłuższym rozstawem osi niż brytyjski odpowiednik.
Jako podstawowe źródło napędu służył benzynowy silnik V6 o pojemności 2,5 l oparty na serii silników KV6 Rovera, zblokowany został on z całkowicie nową 5-biegową automatyczną skrzynią biegów. Osiągał on moc maksymalną 184 KM (135 kW) przy 6500 obr./min, maksymalny moment obrotowy wynosi 240 Nm przy 4000 obr./min. Na początku 2008 roku do oferty dołączyła wersja R4 z turbodoładowaniem o mocy 160 KM (118 kW) przy 5500 obr./min, konstrukcyjnie opierała się na jednostkach z rodziny K-series Rovera. Maksymalny moment obrotowy wynosi 215 Nm przy 2500 obr./min. W konstrukcji przedniego zawieszenia wykorzystano kolumny McPhersona, z tyłu zaś zastosowano zawieszenie wielowahaczowe.
Czasy przyspieszenia od 0 do 100 km/h wynoszą: dla wersji 1.8 Turbo 9,5 s (skrzynia ręczna) lub 11,5 s (skrzynia automatyczna), w przypadku jednostki V6 jest to 10,2 s. Prędkość maksymalna wynosi 205 km/h dla silnika R4 oraz 220 km/h dla V6.

### Lifting
W kwietniu 2011 roku podczas Shanghai Auto Show przedstawione zostało Roewe 750 po obszernej restylizacji, która wprowadziła kolejne modyfikacje wizualne w pierwotnym projekcie brytyjskiego Rovera 75 z ostatnich lat produkcji. Samochód zyskał nową stylizację przedniej części nadwozia, z szerszymi reflektorami z jaśniejszymi wkładami, a także nowym kształtem atrapy chłodnicy i zmodyfikowanymi zderzkaami. Tylne lampy zyskały nowe wkłady wykonane w technologii LED, z kolei w kabinie pasażerskiej chińscy konstruktorzy zastosowali nowy projekt deski rozdzielczej w bardziej kanciastym wzornictwie.

### 750 Hybrid
W październiku 2011 roku Roewe przedstawiło spalinowo-elektryczny wariant napędowy 750, z turbodoładowanym, czterocylindrowym silnikiem benzynowym o pojemności 1.8l połączonym z silnikiem elektrycznym. Według deklaracji producenta, układ napędowy umożliwiał oszczędności na paliwie sięgające 20%, ze średnim zużyciem w cyklu mieszanym sięgającym 7,5 litra na 100 kilometrów.

### Sprzedaż
Głównym rynkiem zbytu dla Roewe 750 był wewnętrzny rynek chiński, gdzie pojazd był produkowany w zakładach SAIC. W 2008 roku rozpoczął się eksport do pierwszego rynku zagranicznego, Chile, gdzie samochód oferowano pod siostrzaną marką MG jako MG 750. Ponadto, w 2010 roku pod tą samą nazwą pojazd oferowany był także na rynkach Bliskiego Wschodu jak Oman, Arabia Saudyjska czy Zjednoczone Emiraty Arabskie. Produkcja Roewe 750 trwała łącznie 10 lat, kończąc się ostatecznie w październiku 2016 roku na rzecz nowocześniejszych konstrukcji chińskiego producenta opracowanych już samodzielnie, bez brytyjskiego zaplecza technologicznego.

### Silniki
- R4 1.8l Turbo
- R4 2.5l